# Killer Kelly
Pour les articles homonymes, voir Lourenço.
Raquel Lourenço (née le 21 mars 1992 à Lisbonne) est une catcheuse portugaise connue sous le nom de ring de Killer Kelly. Elle travaille actuellement à Impact Wrestling.
Elle est connue pour son travail à la World Wrestling Entertainment (WWE) dans la division NXT UK. Elle est également connue pour ses apparitions en Allemagne à la Westside Xtreme Wrestling (wXw) où elle est la première championne féminine de la wXw.

## Jeunesse
Raquel Lourenço est une fan de catch notamment de Katsuyori Shibata, Minoru Suzuki et Low Ki.

## Carrière de catcheuse

### Début à laWrestling Portugal(2016-2017)
Raquel Lourenço s'entraîne à l'école de catch de la Wrestling Portugal, une fédération basée à Queluz. Elle lutte alors sous le nom de Kelly et affronte des catcheurs car il n'y a pas de catcheuses dans cette fédération. En 2017, elle commence à s'entraîner dans des salles de boxe thaïlandaises et d'arts martiaux mixtes et ajoute ces deux sports de combat à son style de catch.

### Westside Xtreme Wrestling(2017-...)
En 2017, Raquel Lourenço part en Allemagne continuer son apprentissage à l'académie de la Westside Xtreme Wrestling (wXw) et change de nom de ring pour celui de Killer Kelly. Le 7 octobre, elle participe au tournoi Femmes Fatales où elle se fait éliminer dès le premier tour par l'Italienne Laura Di Matteo. Le même jour en marge du tournoi wXw World Tag Team League, elle impressionne le public malgré sa défaite face à Jinny. Le 24 octobre, la wXw annonce que Killer Kelly va remplacer Pauline durant le tournoi pour désigner la première championne féminine de la wXw. Au cours de ce tournoi, la wXw la présente comme l'outsider qui chamboule la hiérarchie établie. Elle termine la phase de groupe de ce tournoi à la 2e place ex æquo avec Melanie Gray.  Le 23 décembre durant wXw 17th Anniversary Show, Killer Kelly devient la première championne féminine de la wXw après sa victoire face à Melanie Gray,.
Son règne prend fin le 20 janvier 2018 à Back to the Roots XVII après sa défaite face à Toni Storm.

### World Wrestling Entertainment (2018-2020)
Killer Kelly a fait ses débuts à la WWE lors de la première nuit du Tournoi de Championnat du Royaume-Uni de la WWE (2018) dans un combat fatal aux trois coins pour gagner une chance au Championnat Féminin de NXT. La nuit suivante, elle a été battue par Charlie Morgan. Elle est la première catcheuse du Portugal à participer à la WWE. Elle a participé au tournoi Mae Young Classic 2018, s'inclinant au premier tour face à Meiko Satomura. Dans l'édition de NXT UK du 24 octobre 2018, elle a perdu contre Dakota Kai.

### Impact Wrestling (2020-...)

#### Débuts et inactivité (2020-2022)
Le 14 novembre 2020 à Turning Point, Impact Wrestling annonce la participant de sa participation en équipe avec Renee Michelle pour les Impact Knockouts Tag Team Championship Tournament.
Le 24 novembre à IMPACT!, elle fait ses débuts en perdant contre Kimber Lee. Le 1er décembre à IMPACT!, elle perd avec Renee Michelle contre Jazz et Jordynne Grace dans le premier tour du  Impact Knockouts Tag Team Championship.

#### Retour (2022-...)
Le 7 juillet 2022 à IMPACT!, une vignette vidéo est diffusée pour annoncer son retour prochainement.

## Vie privée
Raquel Lourenço a une formation de graphiste.
Elle a un frère et une sœur. Elle a commencé à se passionner de catch à l'age de 7 ans. Elle nomme Kane, Low Ki, Gail Kim, Katsuyori Shibata, Asuka, Charlotte Flair, et Mickie James comme ses influences. Le 8 septembre 2020, elle annonce sur les réseaux sociaux s'être fiancée avec le catcheur américain Alexander James.

## Palmarès
- Impact Wrestling
  - 1 fois Impact Knockout Tag Team Championship avec Masha Slamovich (actuelle)
- Westside Xtreme Wrestling (wXw)
  - 1 fois championne féminine de la wXw[18]

## Récompenses des magazines
- Pro Wrestling Illustrated
  - Classée 453e du classement PWI 500 en 2021[19]

| Année | 2020 | 2021 à 2022 | 2023 |
| ----- | ---- | ----------- | ---- |
| Rang  | 89   | Non classée | 90   |